# LeJOS

leJOS는 레고 마인드스톰 프로그래밍 가능 블록의 펌웨어 대체품이다. 소프트웨어의 다양한 변형은 원래의 로보틱스 인벤션 시스템(Robotics Invention System), NXT 및 EV3를 지원한다. 여기에는 레고 마인드스톰 로봇을 자바 프로그래밍 언어로 프로그래밍할 수 있는 자바 가상 머신이 포함되어 있다. 또한 마인드스톰의 원래 펌웨어와 블루투스를 통해 통신할 수 있는 'iCommand.jar'도 포함되어 있다. 이는 컴퓨터 과학부 1학년 학생들에게 자바를 가르치는 데 자주 사용된다. leJOS 기반 로봇 지터(Jitter)는 2001년 12월 국제우주정거장을 비행했다.

## 단순 leJOS 프로그램
```
import
 
lejos.nxt.Motor
;

import
 
lejos.nxt.Button
;

public
 
class
 
Example
 
{

    
public
 
static
 
void
 
main
(
String
[]
 
args
)
 
{

        
Motor
.
A
.
forward
();

        
Button
.
waitForPress
();

        
Motor
.
A
.
backward
();

        
Button
.
waitForPress
();

        
System
.
exit
(
1
);

    
}

}

```

## 같이 보기
- 레고 마인드스톰